# Порто-Сан-Джорджо
Порто-Сан-Джорджо (итал. Porto San Giorgio) —  коммуна в Италии, располагается в регионе Марке, в провинции Фермо.
Население составляет 16091 человек (2008 г.), плотность населения составляет 1 872,26 чел./км². Занимает площадь 9 км². Почтовый индекс — 63017. Телефонный код — 0734.
Покровителем коммуны почитается святой Георгий, празднование 23 апреля.

## Демография
Динамика населения:

## Администрация коммуны
- Официальный сайт: https://web.archive.org/web/20070202225757/http://www.comune.porto-san-giorgio.ap.it/